# 장두익 (연출가)
장두익(張斗翼, 1958년 1월 15일 ~)은 대한민국의 드라마 감독이자 연출자이다. 한양대학교 경영학과를 졸업하였다.
1981년 MBC에 입사하였으며, 1986년 드라마 《호랑이선생님》 등을 연출하였다. 장동건, 심은하, 박용하, 손지창, 황정음 등 많은 신인배우를 스타로 만든 인물(감독)로도 유명하다.

## 연출작
- 1986년 : MBC드라마 호랑이선생님
- 1988년 : MBC드라마 꾸러기
- 1989년 ~ 1992년 : MBC드라마 베스트셀러극장
  - 1992년 : MBC드라마 베스트극장 - 새드 무비
- 1990년 : MBC드라마 각시방에 사랑 열렸네
- 1990년 : MBC드라마 아직은 마흔아홉
- 1991년 : MBC드라마 무동이네 집
- 1992년 : MBC드라마 약속
- 1992년 : MBC드라마 여자의 방
- 1994년 : MBC드라마 마지막 승부
- 1995년 : MBC드라마 사랑과 결혼
- 1996년 : MBC드라마 아이싱
- 1998년 : MBC드라마 보고 또 보고
- 2000년 : MBC드라마 진실
- 2000년 : MBC드라마 아줌마
- 2002년 : MBC드라마 삼총사
- 2008년 : OCN Movies : 리틀맘 스캔들
- 2008년 : OCN Movies : 리틀맘 스캔들 2

## 기타

### 작사
- 조용필의 앨범 《친구여》에 수록된 《황진이》의 작사를 담당하였다.

### 서적
나는 언제나 마지막 승부를 한다

### MBC를 떠난 뒤의 행보
- 2000년 10월 MBC에 사표를 낸 뒤 SM기획으로 자리를 옮겼지만[1] SM 기획자 이수만씨가 계약조건을 이행하지 않자 계약 해지 통고를 한 뒤 소송을 냈으며[2] 이에 서울지법 민사합의 13부는 2002년 7월 29일 손해배상 청구소송에서 "SM 측이 장두익씨한테 2억원을 지급하라"고 판결을 내렸다[3].